# Christian Campbell
Christian  Bethune Campbell (Toronto, 12 mei 1972) is een Canadees acteur, filmregisseur, filmproducent en scenarioschrijver.

## Biografie
Campbell werd geboren als zoon van een Nederlandse moeder en een Schotse vader, en groeide op in een gezin van vier kinderen, van wie zijn zus Neve een jongere zus is. Op driejarige leeftijd gingen zijn ouders scheiden en zijn vader kreeg de voogdij hem en Neve.
Campbell was van 2001 tot en met 2003 getrouwd, vanaf 2009 is hij opnieuw getrouwd met America Olivo, met wie hij een kind heeft.

## Filmografie

### Films
Uitgezonderd korte films.
- 2023 A Killer Romance - als Travis
- 2020 Making the Day - als Jack Miller
- 2019 The Marcus Garvey Story - als Julian Mack
- 2016 Drawing Home - als Cliff Whyte
- 2015 Her Composition - als cliënt 1
- 2015 Bad Hair Day - als Pierce
- 2014 Among Ravens - als Will Deville
- 2013 Time of Death – als Nathan Loring
- 2013 Victims – als Spencer
- 2013 An Amish Murder – als Jacob Burkholder
- 2013 Darkroom – als Larry
- 2013 Star Spangled Banners - als Mitchell Banner
- 2011 Scooby Doo! Music of the Vampire – als Bram (stem)
- 2011 The Trouble with Bliss – als Walter Knotts
- 2011 Immortal Island – als agent Ron Cecil
- 2010 Casino Jack – als Ralph Reed
- 2009 Clear Blue Tuesday – als onaangename collega
- 2009 Neighbor – als Don Carpenter
- 2008 You Belong to Me – als Michael McBride
- 2008 Max Steel: Bio Crisis – als Max Steel (stem)
- 2008 Ibid – als Lionel
- 2008 The Verdict – als Rob
- 2007 Max Steel: Dark Rival – als Max Steel (stem)
- 2007 One Night – als Gregg
- 2006 Banshee – als John Larch
- 2006 Max Steel: Countdown – als Max Steel (stem)
- 2005 Max Steel: Forces of Nature – als Max Steel (Stem)
- 2005 Reefer Madness: The Movie Musical – als Jimmy Harper
- 2004 Max Steel: Endangered Species – als Max Steel (Stem)
- 2003 The Piano Man's Daughter – als Charlie Kilworth
- 2001 Who Is A.B.? – als ??
- 2001 Thank You, Good Night – als Lee
- 2000 Angels! – als Joe Bogsley
- 1999 Cruel Justice – als Dean Joiner
- 1999 Trick – als Gabriel
- 1999 Cold Hearts – als John Luke
- 1998 Next Time – als Matt
- 1998 Hairshirt – als Adam Lipton
- 1998 I've Been Waiting for You – als Eric Garrett
- 1995 Picture Perfect – als Alan Walters
- 1993 Born to Run – als Jamie
- 1992 School's Out – als Todd
- 1992 City Boy – als Nick
- 1991 Sazan aizu – als Yakumo Fuji (Engelse stem)
- 1990 Clarence – als Larry

### Televisieseries
Uitgezonderd eenmalige gastrollen.
- 2023-2024 Kiya & the Kimoja Heroes - als stem - 26 afl.
- 2015 True Detective - als Richard Brune - 3 afl.
- 2014 Mohawk Girls - als Jack - 6 afl.
- 2013 Haven - als Ben Harker - 2 afl.
- 2011 Big Love – als Greg Ivey – 8 afl.
- 2006 The Book of Daniel – als Peter Webster – 8 afl.
- 2004-2005 All My Children – als Robert Thorne Warner – 9 afl.
- 2001 Max Steel – als Max Steel / Josh McGrath (stemmen) – 6 afl.
- 2000-2001 The $treet – als Tim Sherman – 12 afl.
- 1996 Malibu Shores – als Teddy Delacourt – 10 afl.
- 1996 Sedecud by Madness: The Diane Bochardt Story – als Doug Vest – 2 afl.
- 1995-1996 TekWar – als Danny Cardigan – 4 afl.

### Computerspellen
- 2003 Chaos Legion – als Sieg Wahrheit
- 2002 Red Faction II – als Alias

### Filmregisseur
- 2014-2016 Live from Gramercy Park - televisieserie - 10 afl.
- 2014 Pas de Carole - korte film

### Filmproducent
- 2017 Birds of Paradise - televisieserie - 1 afl.
- 2014-2016 Live from Gramercy Park - televisieserie - 10 afl.
- 2016 Good Business - korte film
- 2015 The Sonnet Project - televisieserie - 1 afl.
- 2014 Pas de Carole - korte film
- 1998 Hairshirt - film

### Scenarioschrijver
- 2014-2016 Live from Gramercy Park - televisieserie - 6 afl.
- 2015 The Sonnet Project - televisieserie - 1 afl.

- Biblioteca Nacional de España: XX1305956
- Bibliothèque nationale de France: cb141613068 (data)
- Gemeinsame Normdatei: 1099930103
- International Standard Name Identifier: 0000 0001 1507 1299
- Library of Congress Control Number: no00067518
- MusicBrainz: b5cb9fd9-c03b-40af-878d-e5510c7dac3e
- Nederlandse Thesaurus van Auteursnamen: 202249158
- Virtual International Authority File: 68477849
- WorldCat: E39PBJdM7xrHhpcT7FxrPWrQbd